# Zeinenfurggel
Die Zeinenfurggel (auch Zeinenfurgglen) ist ein Passübergang zwischen Luchsingen und dem Klöntal im Schweizer Kanton Glarus.
Der Pass ist 2435 m hoch, und der Weg hat den Schwierigkeitsgrad T4 auf der SAC-Wanderskala.